# Вилхелм фон Липе-Браке
Вилхелм фон Липе-Браке (на немски: Wilhelm zur Lippe-Brake) от род Липе е граф на Липе-Браке.

## Биография
Роден е на 12 април 1634 година в дворец Браке в Лемго. Той е син (от 12-те деца) на граф Ото фон Липе-Браке (1589 – 1657) и съпругата му графиня Маргарета фон Насау-Диленбург (1606 – 1661), дъщеря на граф Георг фон Насау-Диленбург (1562 – 1623) и втората му съпруга графиня Амалия фон Сайн-Витгенщайн (1585 – 1633).
Вилхелм фон Липе-Браке умира през февруари или март 1690 г. Англия на 55-годишна възраст.

## Фамилия
Вилхелм фон Липе-Браке се жени на 19 май 1667 г. в Текленбург за графиня Лудовика (Лудвика) Маргарета фон Бентхайм-Текленбург (* септември 1648, Текленбург; † 23 декември 1722, Реда), дъщеря на граф Мориц фон Бентхайм-Текленбург (1615 – 1674) и принцеса Йохана Доротея фон Анхалт-Десау (1612 – 1695). Те имат пет деца:
- дете (* 1667 – ?)
- Фридрих Вилхелм фон Липе-Браке (* 20 август 1669, Текленбург; † 13 януари 1693, Унгария)
- Доротея София Вилхелмина фон Липе-Браке (* 4 август 1671, Везел; † 11 февруари 1732, Браке)
- Шарлота Мауриция Каролина фон Липе-Браке († 5 юли 1722, дворец Витгенщайн)
- Йохана Мария Бернхардина фон Липе-Браке (* 11 януари 1678, Реда; † 20 или 23 януари 1747, Хоенлимбург), омъжена за Йохан Роберт Щаел фон Холщайн († сл. 1747), има връзка с граф Йохан Фридрих Вилхелм фон Лайнинген-Вестербург (* 3 март 1681; † 8 юли 1718)